# Kobri
Kobri is een gemeente (commune) in de regio Kayes in Mali. De gemeente telt 15.200 inwoners (2009).
De gemeente bestaat uit de volgende plaatsen:
- Banco
- Bendougou
- Diagala
- Dionfacourou
- Doumi
- Fouloumba
- Gassito
- Gninigo
- Kobri
- Kokounkoutou
- Koumakana
- Madina-Malinké
- Nantela
- Néroumba
- Nimbéré
- Sansanding
- Tocombare